# Listă de filme sovietice din 1964
- Filme sovietice din: 1963 — 1964 — 1965

Aceasta este o listă de filme produse în Uniunea Sovietică în 1964.
| Titlu                      | Titlu original                                   | Regizor                        | Distribuție                                                          | Gen             | Note                                                    |
| -------------------------- | ------------------------------------------------ | ------------------------------ | -------------------------------------------------------------------- | --------------- | ------------------------------------------------------- |
| 1964                       |                                                  |                                |                                                                      |                 |                                                         |
| The Alive and the Dead     | Живые и мертвые / Zhivye i myortvye              | Aleksandr Stolper              |                                                                      | război          |                                                         |
| The Blizzard               | Метель                                           | Vladimir Basov                 |                                                                      | Drama           |                                                         |
| Hamlet                     | Гамлет                                           | Grigori Kozintsev              |                                                                      | tragedie        |                                                         |
| Eu sunt Cuba               | Я Куба                                           | Mikhail Kalatozov              |                                                                      | Drama           |                                                         |
| Jack Frost                 | Морозко                                          | Aleksandr Rou                  |                                                                      | basm            |                                                         |
| Lefty                      | Левша                                            | Ivan Ivanov-Vano               |                                                                      | anima           |                                                         |
| Welcome, or No Trespassing | Добро пожаловать, или Посторонним вход воспрещён | Elem Klimov                    |                                                                      | Comedie         |                                                         |
| Ciocârlia                  | Жаворонок                                        | Nikita Kurihin, Leonid Menaker | Genadi Iuhtin Valeri Pogorelțev                                      | dramă de război | Prezentat la 1965 Cannes Film Festival                  |
| The Chairman               | Председатель                                     | Aleksei Saltikov               | Mikhail Ulianov, Nonna Mordiukova, Veaceslav Nevinni, Vladimir Etush | Drama           | Premiul II la Festivalul Unional de Film în Kiev (1968) |

## Legături externe
- Filme sovietice din 1964 la Internet Movie Database